# CD72
CD72, или Lyb-2 — мембранный белок иммунной системы, лектин типа С. Продукт гена CD72. Белок экспрессирован на B-лимфоцитах и участвует во взаимодействиях между B- и T-лимфоцитами. Является лигандом CD5.

## Функции
CD72 играет роль регуляторного белка. Цитоплазматический фрагмент содержит два ингибиторных ITIM-мотива, один из которых может рекрутировать тирозинфосфатазу SHP-1. CD72 служит регулятором развития B-клеток и отрицательным регулятором реактивности B-клетки.

## Структура
Белок CD72 содержит 359 аминокислот, молекулярная масса 40,2 кДа. 